# Raoul Lambert
Raoul Lambert (født 20. oktober 1944 i Brugge, Belgien) er en tidligere belgisk fodboldspiller, der spillede hele sin seniorkarriere, mellem 1962 og 1980 som angriber hos Club Brugge i hjemlandet. Han nåede desuden at spille 33 kampe og score 18 mål for Belgiens landshold, som han repræsenterede ved både VM i 1970 og EM i 1972.